# Associació Catalana de la Dona
Associació Catalana de la Dona és una organització feminista creada a Barcelona el 23 de juliol de 1976 pel Partit del Treball d'Espanya (PTE), arran de la celebració de les primeres Jornades Catalanes de la Dona amb l'objectiu d'assolir la plena igualtat jurídica i social de la dona, respecte a l'home, el dret al divorci, la planificació familiar i l'avortament… Proporciona assistència i formació a les seves associades.
Des d'una posició de feminisme reformista, pluralista en la ideologia i oberta a la col·laboració política amb els partits, el 1977 formà part de la coalició electoral Esquerra de Catalunya amb ERC, PTE i Estat Català. En el programa polític que presentaren demanava una llei de divorci justa i no discriminatòria, l'abolició de totes les lleis que discriminaven les dones, tornar a posar en vigència la Llei eugènica de l'avortament promulgada pel Govern de la Generalitat, la legalització de l'ús d'anticonceptius a càrrec de la Seguretat Social, un salari just i suficient sense discriminacions de sexe, la coeducació a tots els nivells escolars i la creació de parvularis i guarderies suficients i gratuïtes.

## Presidentes
- 1976 - 1979 Anna Mercadé i Ferrando
- 1979 - Act. Núria Solé i Fournier